# 铁钩船长 (游戏)
鐵鉤船長是由Irem公司在1992发行的街机游戏，根据同名电影改编。四人同时进行的经典动作游戏。共有五个角色可选，老大彼得潘、老二双刀、老三企鹅小子、老四娃娃和老五胖子。

## 人物介绍
- 彼得潘PETERPAN

最易上手，手持一把剑，出招速度快，攻击力中等，小技能攻击范围大。基本每个新手都能很快掌握，而且腿技十分了得，能踢倒任何敌人，必杀技是能量光圈，不论单打组队都非常优秀。屬於玩家容易通關的熱門角色。
- 魯菲奧RUFIO

鸡肋型，攻击力中等，出招速度极快，但是小技能攻击范围小，必杀技是使出一列可控制方向的风帆船，不论单打组队都很难。
- 艾斯ACE

杂技小丑的装扮，武器是一个长柄的小铁锤，攻击力中等，出招速度快，小技能攻击范围大，必杀技是召唤可移动的企鹅，老三单打、组队都一般（组队略好）。
- 娃娃POCKETS

敏捷型，武器是一个类似溜溜球的东西，攻击力小，小技能攻击范围大，但是由于出招速度慢，所以比较难形成小技能，攻击力是5人组当中最小的，但是有个很好的优点，就是空中翻滚可谓无敌（可克制飞人），还有一个就是敌人倒地时能够打8下。其他角色只有三四下，必杀技是原地旋转并撒下许多糖果。适合高手，单打组队都不错（组队必选），彼得潘跟娃娃都是单通强人。
- 胖子THUNBUTT

力量型，出招速度慢，但是攻击伤害大（5人中最大）。小技能攻击范围大，必杀技是放出一群乱串的黄鼠狼，范围涉及整个屏幕，适合高手，单打，组队都不错。